# Aristide Garbini
Aristide Garbini, all'anagrafe Aristodene Garbini (Roma, 9 aprile 1890 – Roma, 3 febbraio 1950), è stato un attore italiano.

## Biografia
Giovanissimo inizia a calcare i tavoli dei palcoscenici in compagnie filodrammatiche, per entrare con Gastone Monaldi nel teatro dialettale romano, dove interpreta sia drammoni a fosche tinte, che farse. Con il suo aspetto fisico, alto e corpulento, viene notato da Enrico Guazzoni alla ricerca di attori per il film La Gerusalemme liberata, che sarà il primo lavoro davanti alla cinepresa.
Continuerà a lavorare per il teatro per poi passare al cinema sonoro dove per quasi venti anni interpreterà ruoli di caratterista di primo piano sino alla morte improvvisa nel 1950.

## Filmografia
- Miryam, regia di Enrico Guazzoni (1929)
- Cinque a zero, regia di Mario Bonnard (1932)
- Ragazzo, regia di Ivo Perilli (1933)
- Vecchia guardia, regia di Alessandro Blasetti (1934)
- Aldebaran, regia di Alessandro Blasetti (1935)
- La Gerusalemme liberata, regia di Enrico Guazzoni (1935), versione sonorizzata
- Re burlone, regia di Enrico Guazzoni (1935)
- Re di denari, regia di Enrico Guazzoni (1936)
- Il dottor Antonio, regia di Enrico Guazzoni (1937)
- Il conte di Bréchard, regia di Mario Bonnard (1938)
- Il suo destino, regia di Enrico Guazzoni (1938)
- Ballo al castello, regia di Max Neufeld (1939)
- I grandi magazzini, regia di Mario Camerini (1939)
- Ho visto brillare le stelle, regia di Enrico Guazzoni (1939)
- Io, suo padre, regia di Mario Bonnard (1939)
- L'ospite di una notte, regia di Giuseppe Guarino (1939)
- Papà per una notte, regia di Mario Bonnard (1939)
- Pazza di gioia, regia di Carlo Ludovico Bragaglia (1939)
- Uragano ai tropici, regia di Gino Talamo, Pier Luigi Faraldo (1939)
- Abbandono, regia di Mario Mattoli (1940)
- Antonio Meucci, regia di Enrico Guazzoni (1940)
- Giù il sipario, regia di Raffaello Matarazzo (1940)
- Mare, regia di Mario Baffico (1940)
- La peccatrice, regia di Amleto Palermi (1940)
- La prima donna che passa, regia di Max Neufeld (1940)
- Rose scarlatte, regia di Giuseppe Amato e Vittorio De Sica (1940)
- Taverna rossa, regia di Max Neufeld (1940)
- L'uomo del romanzo, regia di Mario Bonnard (1940)
- Marco Visconti, regia di Mario Bonnard (1941)
- Il prigioniero di Santa Cruz, regia di Carlo Ludovico Bragaglia (1941)
- L'uomo venuto dal mare, regia di Roberto De Ribon e Belisario Randone (1942)
- Voglio vivere così, regia di Mario Mattoli (1941)
- Il birichino di papà, regia di Raffaello Matarazzo (1942)
- Via delle Cinque Lune, regia di Luigi Chiarini (1942)
- Casanova farebbe così!, regia di Carlo Ludovico Bragaglia (1942)
- Colpi di timone, regia di Gennaro Righelli (1942)
- Giorno di nozze, regia di Raffaello Matarazzo (1942)
- La guardia del corpo, regia di Carlo Ludovico Bragaglia (1942)
- La morte civile, regia di Ferdinando Maria Poggioli (1942)
- Non ti pago!, regia di Carlo Ludovico Bragaglia (1942)
- Quattro passi fra le nuvole, regia di Alessandro Blasetti (1942)
- Via delle Cinque Lune, regia di Luigi Chiarini (1942)
- I bambini ci guardano, regia di Vittorio De Sica (1943)
- I nostri sogni, regia di Vittorio Cottafavi (1943)
- La fornarina, regia di Enrico Guazzoni (1944)
- In cerca di felicità, regia di Giacomo Gentilomo (1943)
- Nebbie sul mare, regia di Marcello Pagliero (1943)
- L'ultima carrozzella, regia di Mario Mattoli (1943)
- Gli assi della risata, epis. Turno di riposo, regia di Gino Talamo (1943)
- Il ratto delle Sabine, regia di Mario Bonnard (1945)
- Lo sconosciuto di San Marino, regia di Michał Waszyński e Vittorio Cottafavi (1946)
- La fumeria d'oppio, regia di Raffaello Matarazzo (1947)
- Fiamme sul mare, regia di Vittorio Cottafavi (1947)
- Cuore, regia di Duilio Coletti (1947)
- Genoveffa di Brabante, regia di Primo Zeglio (1947)
- Santo disonore, regia di Guido Brignone (1949)
- Vogliamoci bene!, regia di Paolo William Tamburella (1949)
- Yvonne la Nuit, regia di Giuseppe Amato (1949)
- La città dolente, regia di Mario Bonnard (1949)